# Carl Johan Wier
Carl Johan Wier, född 1734, död 21 januari 1800 i Jakobs församling, var en svensk bryggarålderman, direktör, riksdagsman och ryttmästare.

## Biografi

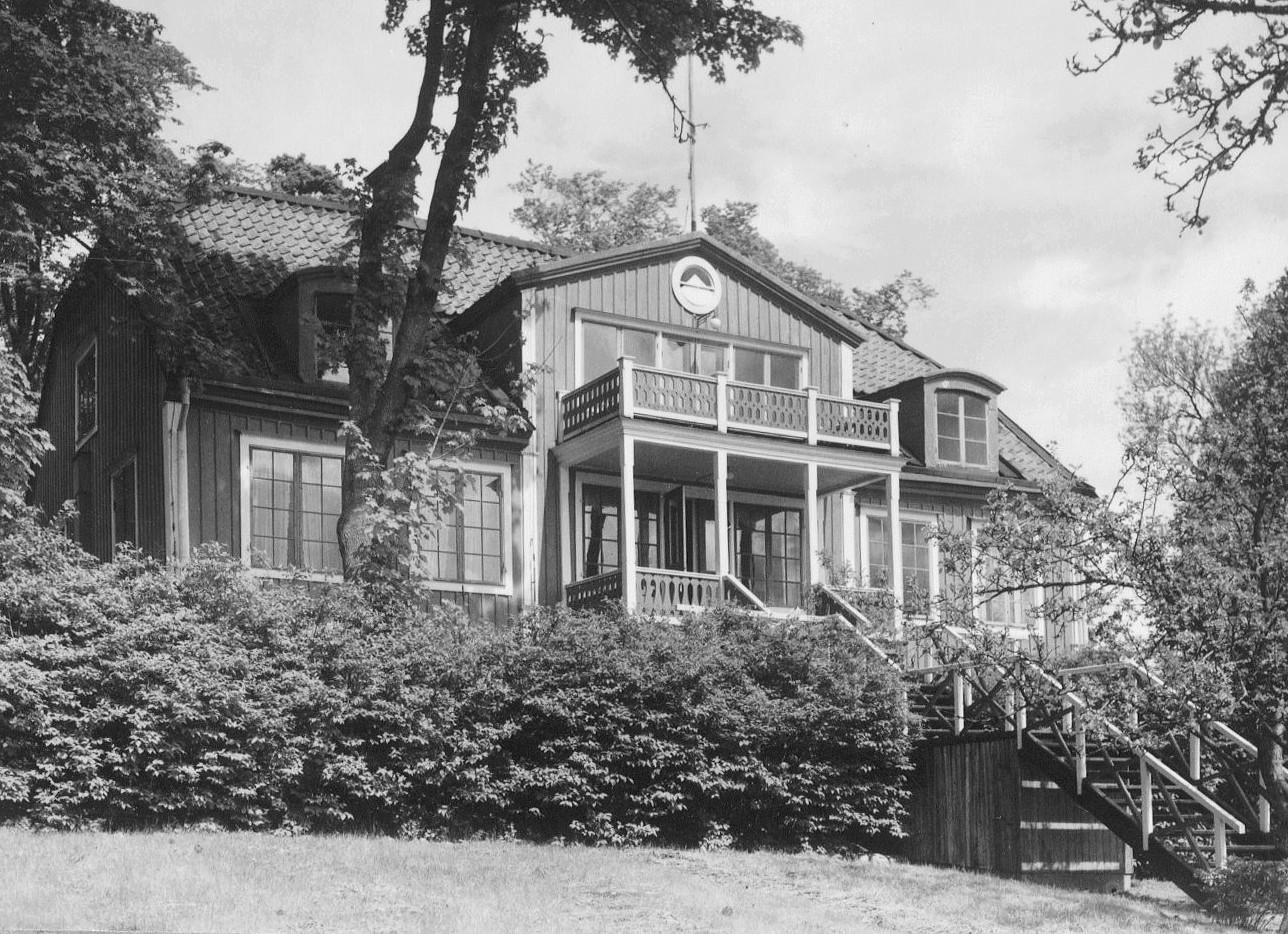
Höggarns herrgård, 1962.

Carl Johan Wier var son till grosshandlaren Carl Wier och Maria Margareta (född Haglund). Carl Johan Wier var bryggarmästare i Stockholm. Han var ledamot av borgarståndet vid 1771–1772 och 1786 års riksdagar i mösspartiet och senare oppositionsman under Gustav III:s regering. Han var direktör vid Allmänna Änke- och Pupillkassan i Sverige och bankofullmäktige 1786-1789 samt ryttmästare i borgerskapets kavalleri. 
Stora förtjänster hade Wier under sina fjorton år som bryggeriålderman. Wier var gift två gånger: 1759 med Christina Nyman och 1795 Anna Charlotta Söderström. I första äktenskapet föddes fyra barn, det andra blev barnlöst.
Wier blev med tiden en förmögen man och uppträdde även som byggherre. Exempelvis lät han 1757 uppföra ett större bostadshus vid Drottninggatan i Stockholm. Från 1766 finns en bygglovsansökan för ett nybygge i kvarteret Pollux, Stora Hoparegränd och från 1784 i kvarteret Torkan på Norrmalm. 
Wier ägde bland annat ögruppen Stora och Lilla Höggarn som han 1774 förvärvat av Banér på Djursholms slott. På Stora Höggarn lät han 1776 uppföra Höggarns herrgård som sommarbostad för sig och sin familj (gården revs i början av 1970-talet). I Östra Ryds socken ägde han gården Norra Långholmen. Av bouppteckningen efter Wier framgår att han ägde omkring tolv stenhus i Stockholm och efterlämnade stora penningsummor.